# دی‌کتون

ساختار شیمیایی دی‌استیل که ساده ترین دی‌کتون موجود است.

دی‌کتون‌ها(به انگلیسی: Diketone) دسته‌ای از ترکیبات شیمیایی آلی هستند که در آن یک گروه عاملی شامل دو گروه کتونی وجود دارد. ساده‌ترین دی‌کتون موجود دی‌استیل است که با نام ۲،۳-بوتان‌دی‌اون نیز شناخته می‌شود.